# Verwaltungsgemeinschaft Hainich-Werratal

De Verwaltungsgemeinschaft Hainich-Werratal  in het landkreis Wartburgkreis in de Duitse deelstaat Thüringen  is een gemeentelijk samenwerkingsverband waarbij zes gemeenten zijn aangesloten. Het bestuurscentrum bevindt zich in de stad Amt Creuzburg.

## Deelnemende gemeenten
1. Berka vor dem Hainich (728)
2. Bischofroda (642)
3. Amt Creuzburg (4.705)
4. Krauthausen (1.578)
5. Lauterbach (651)
6. Nazza (542)

Amt Creuzburg ·
Bad Liebenstein ·
Bad Salzungen ·
Barchfeld-Immelborn ·
Berka v. d. Hainich ·
Bischofroda ·
Buttlar ·
Dermbach ·
Eisenach ·
Empfertshausen ·
Geisa ·
Gerstengrund ·
Gerstungen ·
Hörselberg-Hainich ·
Kaltennordheim ·
Krauthausen ·
Krayenberggemeinde ·
Lauterbach ·
Leimbach ·
Nazza ·
Oechsen ·
Ruhla ·
Schleid ·
Seebach ·
Treffurt ·
Unterbreizbach ·
Vacha ·
Weilar ·
Werra-Suhl-Tal ·
Wiesenthal ·
Wutha-Farnroda